# Trouble (песня Игги Азалии)
«Trouble» (с англ. — «Беда») — песня, записанная австралийской хип-хоп исполнительницей Игги Азалией при участии американской певицы Дженнифер Хадсон. Она была выпущена в качестве сингла 24 февраля 2015 года как второй и заключительный сингл с Reclassified — переиздания дебютного студийного альбома Азалии The New Classic (2014). Авторам песни стала сама Азалия, Джудит Хилл и Изабелла Саммерс, участница инди-рок группы Florence and the Machine, а продюсерами выступили The Invisible Men и Salt Wives.
В декабре 2014 года Азалия сообщила, что «Trouble» станет вторым официальным синглом переиздания, хотя конкретной даты выпуска сингла в цифровом формате или для трансляции по радио не сообщалось. Затем было объявлено, что 24 февраля 2015 года сингл будет транслироваться на основных радиостанциях США, а ранее в том же месяце был снят видеоклип, премьера которого состоялась 27 февраля 2015 года.
Песня достигла коммерческого успеха, войдя в десятку лучших в Австралии и Великобритании, в двадцатку лучших в Ирландии, а также попав в чарты других крупных международных территорий, включая США, Канаду и Бельгию. На премии ARIA Music Awards 2015 сингл был представлен в категории «Песня года».

## Видеоклип
20 января 2015 года Игги объявила о планах создания музыкального видео на «Trouble» и о том, что она будет режиссировать его вместе со своей стилисткой Александрой Эрнандес. Затем Азалия и Хадсон были замечены на съёмках видеоклипа в центре Лос-Анджелеса в первые выходные февраля 2015 года. На изображениях от папарацци можно было заметить, что видео вдохновлено стилем 1970-х годов, Азалия с причёской как у Фэрры Фосетт и глубоким укороченным топом только что врезалась в пожарный гидрант на красном классическом спортивном автомобиле (Chevrolet Chevelle 1971 года выпуска) в окружении полицейских. Хадсон была одета в полицейскую форму, сковывающую Азалию наручниками, после чего девушки танцевали вместе на улице.
Когда Азалию спросили о концепции видео во время интервью Access Hollywood несколько дней спустя, она сказала, что «очень нервничает», потому что это её первый опыт в качестве режиссёра музыкального видео, а Хадсон поддержала её, сказав, что Игги делает «хорошую работу». Азалия продолжила: «В видеоклипе присутствует повествовательная сюжетная линия, поэтому я не хочу раскрывать слишком много, так как хочу сделать сюрприз. Но совершенно очевидно, что Дженнифер — крутой нахальный полицейский, сильная женщина-босс, а мой персонаж более наивен, чем можно подумать, я как бы попала в ситуацию типа Бонни и Клайда, и это всё, что я могу сказать». Во время ещё одного интервью MTV News Игги также пообещала «много автомобильной тематики», а также сюжет, похожий на её предыдущий видеоклип на песню «Black Widow»: «Каждый раз, когда вы снимаете видеоклип с сильным повествованием, вы можете сыграть персонажа, придав ему собственные причуды и прочее, вы действительно получаете от этого удовольствие». Хадсон также намекнула на планы по созданию продолжения, добавив: «Это определённо тот тип видео, которое вы могли бы увидеть в нескольких частях». 7 февраля 2015 года Азалия заявила, что «только что завершила съёмки видео на сингл».
17 февраля 2015 года на официальном канале Азалии на YouTube состоялась премьера официального лирик-видео, включающее в себя закулисные фотографии со съёмок музыкального видео.
Премьера видеоклипа состоялась 27 февраля 2015 года, Азалия и Director X были указаны как режиссёры. По состоянию на май 2024 года он набрал более 112 миллионов просмотров и 812 тысяч лайков на YouTube. В первой сцене Игги сама того не подозревая, помогает своему парню ограбить банк. Но ограбление оказывается неудачным и полицейская Хадсон арестовывает его. Когда он оказывается за решёткой, Азалия разрабатывает план побега. План удаётся, влюбленные сбегают и мчатся по улицам Лос-Анджелеса на машине, а Хадсон и другие полицейские преследуют их. В конце концов, машина врезается в пожарный гидрант, и Хадсон арестовывает Игги, а на её парня надевают наручники мужчины-полицейские.
Рассказывая о своем опыте съёмок видео с Хадсон во время интервью 97.1 AMP Radio 11 марта 2015 года, Азалия сказала: «Я наконец-то встретила кого-то, кто может меня перехитрить. Она такая нахальная. Я люблю её. Нам было очень весело снимать это видео. И представьте себе, это заняло у нас 3 дня! Это было так здорово, потому что мы действительно провели вместе чудесное время».

## Восприятие
Песня получила в целом положительные отзывы от музыкальных критиков, особой похвалы удостоилось исполнение Дженнифер Хадсон. NME назвали «Trouble» одной из десяти лучших песен Азалии в списке, опубликованном в 2015 году, написав, что она «находит золотую середину между трусливым кроссовером в стиле соул-попа и гимном с опущенными окнами», а также отметили, что исполнение Дженнифер Хадсон «добавляет песне душевной дерзости».
Майк Васс из Idolator сказал, что этот трек «представляет собой интересное начало для малышки Игги с проникновенным припевом, ретро продакшном и мягким рэпом». Он красноречиво говорил об универсальности Азалии, поскольку "она с лёгкостью справляется с сексуальными поп-гимнами, такими как «Black Widow» и «Beg for It»".

## Живые выступления и использование в медиа
4 февраля 2015 года Азалия и Хадсон впервые исполнили эту песню, объединившись с группой The Roots на вечернем шоу Джимми Фэллона. Они снова исполнили её 7 февраля 2015 года на ежегодном гала-концерте Клайва Дэвиса и Национальной академии искусства и науки звукозаписи в отеле Беверли-Хилтон в Беверли-Хиллз. 28 марта 2015 года Азалия и Хадсон выступили с «Trouble» на церемонии вручения премии Nickelodeon Kids’ Choice Awards 2015. 29 марта исполнительницы открыли церемонию iHeart Radio Music Awards 2015 исполнением этой песни, а 8 апреля спели её на шоу American Idol. 13 апреля Хадсон спела «Trouble» на шоу Carpool Karaoke с Джеймсом Корденом. Азалия также исполнила песню на том же шоу 18 июня 2015 года.
26 марта 2015 года американский актёр Шон Хейс, наиболее известный по роли Джека Макфарланда в ситкоме «Уилл и Грейс», вместе со своим мужем Скоттом Айсноглом разместили на своей странице в Facebook видео, в котором они исполняют песню под фонограмму. Видео сразу же стало вирусным, собрав 31 миллион просмотров по состоянию на 1 апреля 2015 года.

## Чарты
| Чарты (2015)                               | Высшая позиция |
| ------------------------------------------ | -------------- |
| Австралия (ARIA)                           | 10             |
| Бельгия/Фландрия (Ultratip Bubbling Under) | 14             |
| Бельгия/Фландрия (Ultratop Urban)          | 26             |
| Канада (Billboard Canadian Hot 100)        | 73             |
| Канада CHR/Top 40 (Billboard)              | 49             |
| Европа Euro Digital Songs (Billboard)      | 11             |
| Венгрия (Rádiós Top 40)                    | 8              |
| Венгрия (Single Top 40)                    | 39             |
| Ирландия (IRMA)                            | 20             |
| Шотландия (OCC Scotland)                   | 9              |
| Великобритания (OCC UK Singles)            | 7              |
| Великобритания (OCC UK Hip Hop/R&B)        | 2              |
| США (Billboard Hot 100)                    | 67             |
| США (Billboard Hot R&B/Hip-Hop Songs)      | 22             |
| США (Billboard Hot Rap Songs)              | 13             |
| США (Billboard Pop Airplay)                | 34             |

| Чарты (2015)                                        | Высшая позиция |
| --------------------------------------------------- | -------------- |
| Австралия (ARIA)                                    | 84             |
| Австралия Artist Singles (ARIA)                     | 8              |
| Бельгия Urban (Ultratop Flanders)                   | 74             |
| Венгрия (Rádiós Top 40)                             | 62             |
| Великобритания UK Singles (Official Charts Company) | 84             |

## Сертификации
| Регион | Сертификация | Продажи |
| --- | ------------ | ------- |
| Австралия (ARIA) | Платиновый   | 70 000^ |
| Великобритания (BPI) | Золотой      | 400 000 |
| США (RIAA) | Золотой      | 500 000 |
| ^ Данные о тиражах приведены только на основе сертификации. · Данные о продажах + прослушиваниях приведены только на основе сертификации. |              |         |

## История релиза
| Регион         | Дата            | Формат                         | Лейбл   | Прим.  |
| -------------- | --------------- | ------------------------------ | ------- | ------ |
| США            | 24 февраля 2015 | Contemporary hit radio         | Def Jam | [ 44 ] |
| Австралия      | 19 апреля 2015  | Цифровая загрузка — Remixes EP | Def Jam | [ 45 ] |
| Великобритания | 19 апреля 2015  | Цифровая загрузка — Remixes EP | Def Jam | [ 46 ] |